# Gregg Araki
Gregg Araki, född 17 december 1959 i Los Angeles, Kalifornien, är en amerikansk regissör, manusförfattare och filmproducent.
Araki blev internationellt är känd för sin trilogi om problematiska tonåringar som innefattar filmerna Totally F***ed Up, The Doom Generation och Nowhere. I Sverige är han framförallt känd för filmen Mysterious Skin. 

## Filmografi som regissör
- 1987 – Three Bewildered People in the Night
- 1989 – The Long Weekend (O'Despair)
- 1992 – The Living End
- 1993 – Totally F***ed Up
- 1995 – The Doom Generation
- 1997 – Nowhere
- 1999 – Splendor
- 2000 – This Is How the World Ends (TV)
- 2004 – Mysterious Skin
- 2007 – Smiley Face
- 2010 – Kaboom
- 2014 – White Bird in a Blizzard